# 玉山間吸鰍
玉山間爬岩鰍（学名：Hemimyzon yushanensis）为條鰭魚綱鯉形目爬鳅科間爬岩鰍屬的魚類。為台灣特有淡水魚類，分布於楠梓仙溪、荖濃溪等水域，為玉山主峰南麓溪流極具代表性的台灣特有高山溪流魚種。